# Rhabdomastix (Rhabdomastix) hansoni
Rhabdomastix (Rhabdomastix) hansoni is een tweevleugelige uit de familie steltmuggen (Limoniidae). De soort komt voor in het Nearctisch gebied.